# Orkanen Stan

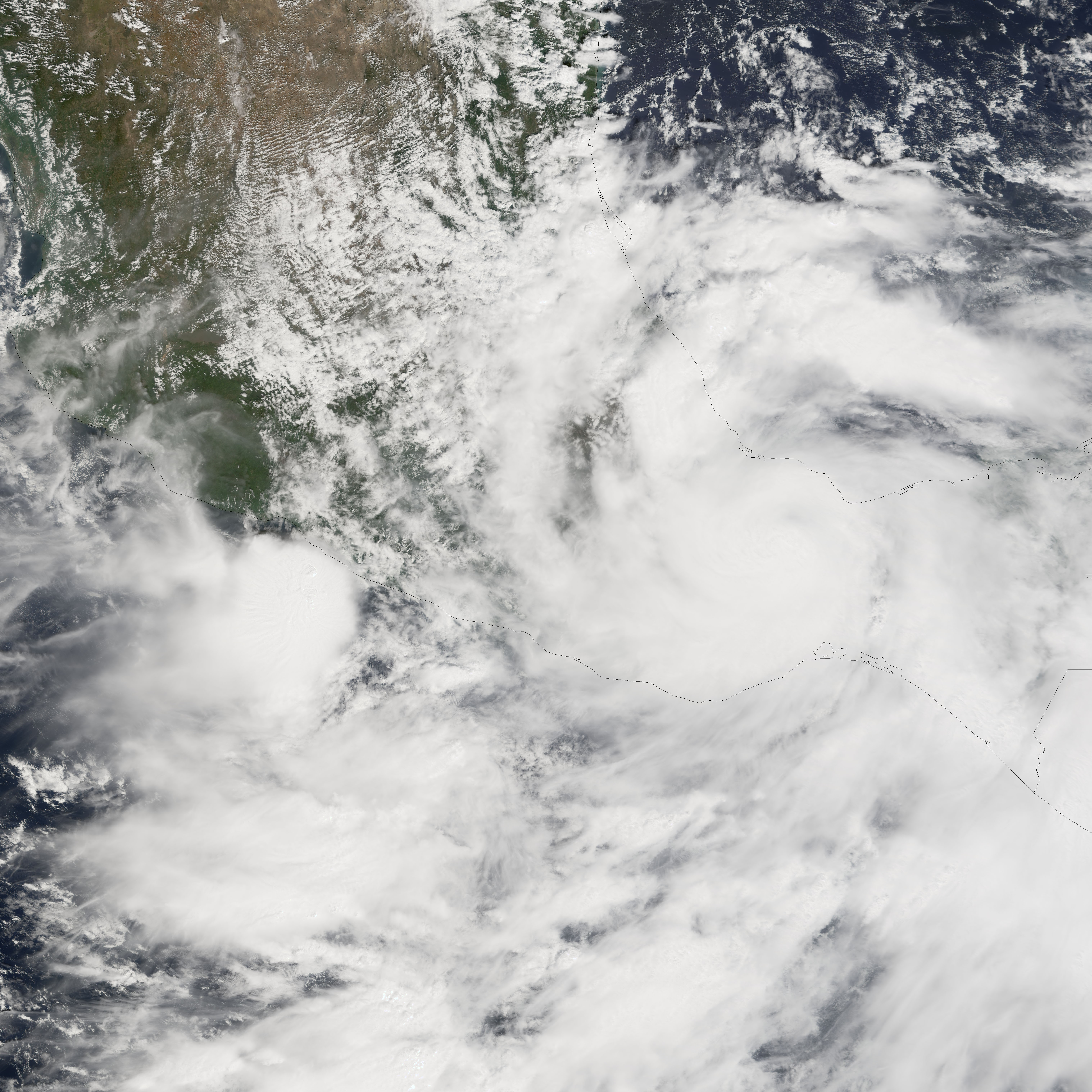
En satellitbild på orkanen Stan

Orkanen Stan var en orkan som drog in över Centralamerika mellan den 1 och den 5 oktober 2005. Den var en svag orkan med en etta på orkanskalan, med vindar upp till 130 km/h (36 m/s), men förorsakade trots det minst 1 668 dödsfall, ännu 2016 oöverträffat av senare orkaner. De flesta dödsfallen förorsakades av jordskred (förorsakade av regnen), framförallt i Guatemala